# Ligne 38 (Infrabel)
Pour les articles homonymes, voir Ligne 38.
La Ligne 38, de Chênée à Plombières, est une ligne de chemin de fer Belge, à écartement normal et principalement à voie unique. Elle a été mise en service par tronçon de 1872 à 1919 et déposée en 1992 après les fermetures des trafics voyageurs et marchandises qui ont débuté en 1952 et se sont achevées en 1986.
Depuis la fin de l'utilisation ferroviaire de la ligne 38, sur la presque la totalité de son tracé, la plateforme a été réaménagée en RAVeL, ouvert aux piétons, cyclistes et cavaliers.

## Histoire

### Chronologie
- Les mises en service[1],[2] :
  - 15 juillet 1872 : de Chênée à Micheroux,
  - 20 novembre 1873 : de Micheroux à Herve,
  - 25 janvier 1875 : de Herve à Battice,
  - 22 septembre 1881 : de Battice à Aubel,
  - 2 octobre 1895 : d'Aubel à Plombières,
  - 1919 : de Y Hombourg à Montzen.
- Les fermetures[2] :
  - 18 mai 1952 : voyageurs et marchandises de Y Hombourg à Plombières,
  - 2 juin 1957 : voyageurs et marchandises de Battice à Aubel,
  - 2 juin 1957 : voyageurs de Chênée à Battice et d'Aubel à Montzen,
  - 31 août 1962 : marchandises d'Aubel à Montzen,
  - 5 janvier 1986 : marchandises de Chênée à Battice.
- Les déposes des voies[2] :
  - 1957 : de Y Hombourg à Plombières,
  - 1992 :  sur l'ensemble de la ligne.

### Origines
Dans les années 1860, la région de Herve et des trois frontières ne possédait pas encore sa propre desserte ferroviaire. À cette époque, une part importante du réseau ferroviaire belge était construit par des compagnies privées. Le secteur privé voyait justement des possibilités d’exploitation rentable dans la région et présentèrent plusieurs projets.
Dès 1843, les Chemins de fer de l'État belge (la compagnie nationale), avaient mis en service la ligne de Liège à la frontière allemande par Verviers (actuelle ligne 37). Cette ligne remontait la vallée de la Vesdre et ne traversait qu'une infime partie du plateau de Herve (entre Dolhain et Welkenraedt).
En 1863, un projet de ligne Louvain - Tongres - Visé - Glons - Moresnet appelé « grande jonction » qui présentait des ressemblances surprenantes avec la future ligne 24, construite plus de 50 ans plus tard par les Allemands, fut rejeté par l’État Belge car elle concurrençait la ligne Liège - Herbesthal des Chemins de fer de l’État Belge. 
Un second projet de desserte en forme de croix qui aurait comporté une ligne entre Aix-la-Chapelle et Liège-Vivegnis sur la ligne 34 devait permettre de desservir les mines de Plombières et d’évacuer leur production. Il fut là aussi rejeté car il contournait le nœud ferroviaire de Liège.
Finalement, Plombières recevra sa ligne ferroviaire en 1870 avec la ligne 39, d’abord établie entre Welkenraedt et Plombières, puis entre Plombières et Gemmenich où les Allemands achevèrent la construction de l’imposant tunnel transfrontalier de Botzelaer (de) le 29 juillet 1872.

### La ligne 38

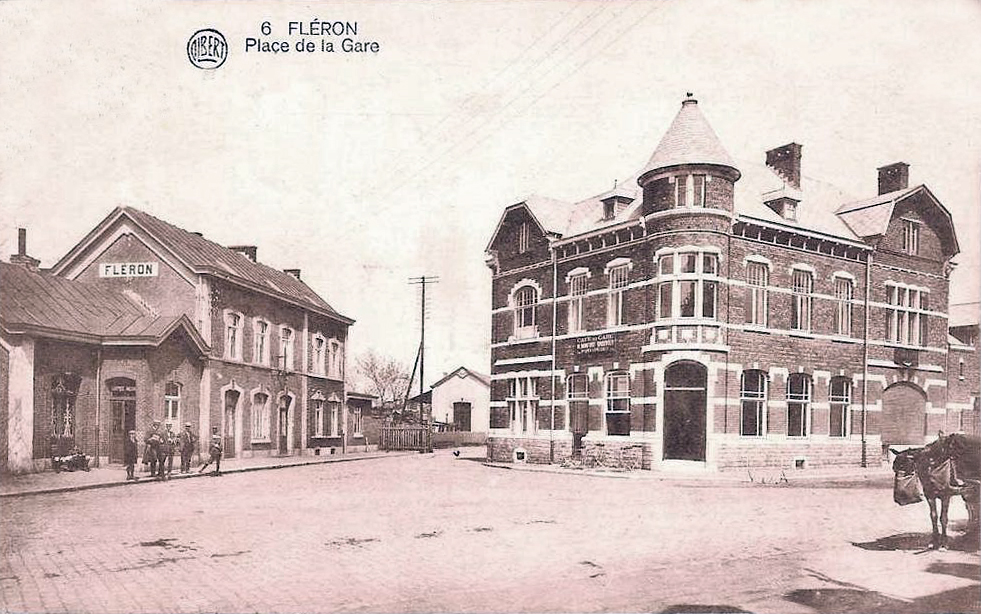
Ancienne gare de Fléron.

La ligne 38 ouvre par étapes dans la seconde moitié du XIXe siècle. Elle est prévue pour donner une desserte ferroviaire du Plateau de Herve au départ de Liège puis Verviers.
Une première concession est accordée en 1869 à la Compagnie des chemins de fer des Plateaux de Herve pour une ligne entre Chênée et Verviers via Battice qui doit transporter les voyageurs de cette région peuplée et évacuer la production de quelques charbonnages locaux. Cette ligne évitait cependant la région d'Aubel et son marché aux grains et ne ralliait pas Plombières.
En 1873, alors que les travaux ont déjà commencé est décidée la création d’une ligne reliant Liège à l’Allemagne via le plateau de Herve passant par Aubel et Plombières. Il suffira de prolonger la ligne qui a déjà été planifiée ou construite.

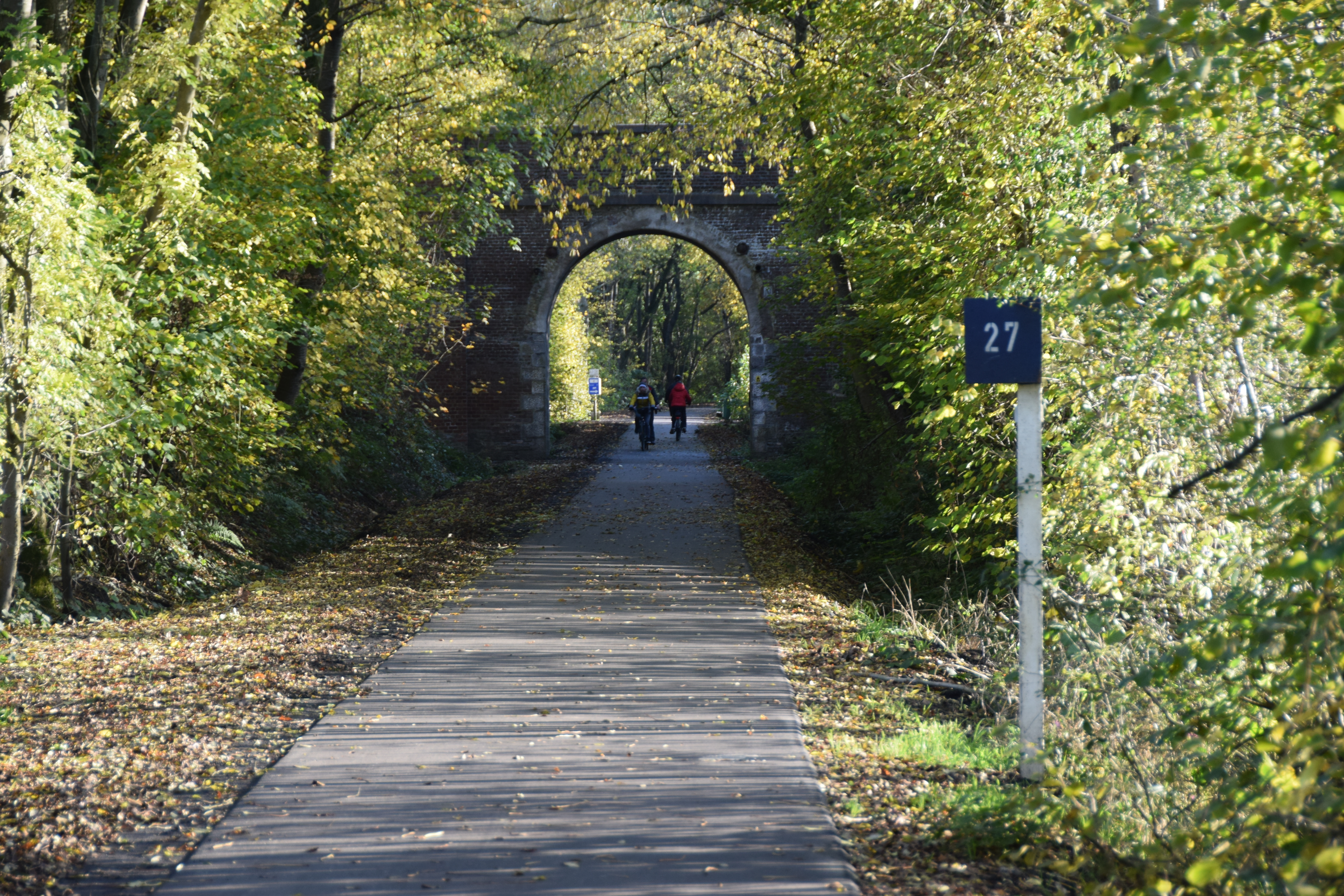
La ligne, près de Thimister.

- Elle ouvre entre Chênée et Micheroux le 15 juin 1872.
- La section Micheroux - Herve ouvre en 1873.
- En 1875, la ligne est prolongée vers Battice.
- Entre juillet et décembre 1879, la section entre Verviers et Battice qui deviendra la Ligne 38A est inaugurée.

Pourtant, alors que les terrains sont expropriés pour construire vers l’Allemagne au-delà de Battice, rien ne se passe. Bien que Plombières et ses gisements de métaux non ferreux représentent une occasion de choix, l’État qui doit construire cette ligne ne démarre pas les travaux, peut être sous la pression des directeurs de charbonnages liégeois qui craignent la concurrence des charbons allemands qui pourraient transiter via cette ligne jusqu’à Liège et alimenter l’industrie. En revanche, les charbonnages du pays de Herve y voyaient l’occasion de vendre leur charbon aux fours de Plombières si une voie ferrée était construite.
Aubel reçoit enfin sa gare lorsque la ligne est prolongée en juillet 1881 mais pendant 15 ans, la ligne n'ira pas plus loin malgré des pétitions multiples et la faible distance à parcourir (une dizaine de kilomètres). Pour compliquer encore la situation, l’armée voit d’un mauvais œil cette nouvelle ligne à vocation transfrontalière. C’est seulement en 1889 que la décision de finaliser ce tronçon est actée tandis que les travaux sont réalisés entre 1892 et 1895.
En plus de rapprocher Plombières de Liège et de faire de cette ville un nœud ferroviaire, elle donne une vocation internationale à la ligne 38. En revanche, la ligne 38A, très escarpée, perd son trafic de transit.
L’ensemble formé par les lignes 38 et 39 ainsi que le Tunnel de Gemmenich possède néanmoins un talon d’Achille qui met à mal son utilisation pour des trains à longue distance : il nécessite un rebroussement à Plombières. La ligne 37 possède le même problème à Verviers.
En outre, le profil de la ligne 38 est mauvais avec un parcours très sinueux et en forte rampe pour s’extraire de la vallée de la Meuse et atteindre le plateau de Herve. l’État y affecta quelques-unes de ses locomotives Type 20 , conçues à la base pour la pousse sur les plans inclinés de Liège, à partir des années 1880.

### Vocation internationale
Le trafic des marchandises entre Anvers et la Ruhr passe alors par le Rhin d'acier, encore à voie unique et transitant en territoire hollandais, ou la ligne 37, qui est assez sinueuse, risque la saturation si le trafic augmente et nécessite un rebroussement à Verviers. En 1897, les milieux portuaires anversois déposent un projet de ligne entre Anvers et l’Allemagne via Visé et Moresnet. Elle provoque l’hostilité des villes de Liège et Verviers que cette ligne éviterait. Ils parviennent à bloquer plusieurs accords ou à infléchir le tracé des lignes proposées.
Entre 1903 et 1910, on réalisera quelques améliorations sur la Ligne 37 et le percement d’un tunnel direct à Verviers qui supprime le rebroussement obligatoire. Malgré cela, le projet de cette ligne nouvelle n’est pas abandonné et il est déjà décidé qu’elle passerait par Louvain et Tongres. Pour contenter Liège et Verviers, il existait des projets de quadrupler la ligne 37 voire la Ligne 38 malgré le fait que ce trajet serait plus long et sinueux.
Vers 1910, les voies d'évitement de plusieurs des gares furent allongées et le pont sur la Vesdre fut renforcé. Pour soulager le trafic sur la ligne 37, l'administration décida d'utiliser la ligne 38 pour le retour des wagons vides en Allemagne, par des rames de 50 wagons.
En 1913, un accord est passé entre la Belgique et l’Allemagne qui tient compte des desiderata de Liège et Verviers mais prévoit la réalisation de la ligne nouvelle entre Anvers et Aix-la-Chapelle. En outre, on dédouble la Ligne 38 entre Chênée et Micheroux et on renforce l’armature du reste de la ligne vers Plombières pour supporter le poids des nouvelles locomotives type 36.
En prévision de la construction de la ligne nouvelle, on prévoit de créer un embranchement sur la ligne 38 après le tunnel de Hombourg qui rejoindrait la ligne 39 au tunnel de Botzelaer (de) et franchirait la Gueule par un viaduc. On construirait aussi une grande gare frontière sur la ligne nouvelle dans la région.
Cette ligne nouvelle ainsi que tous les projets prévus en 1913 seront réalisés quelques années plus tard par les Allemands après l’invasion de la Belgique. Cette ligne stratégique, l’actuelle ligne 24 visait autant à éviter les points noirs des lignes 37 et 38 et à compenser l'impossibilité d'emprunter le Rhin d'acier, transitant par un état neutre. Elle reprend trait pour trait le projet de 1913.
Le projet de quadruplement de la ligne 37 ne sera pas abandonné et était encore envisagé en février 1914 alors qu'au même moment, les travaux de cette ligne nouvelle Tongres - Aix-la-Chapelle étaient déclarés prioritaires. Plus de 100 ans après, la ligne 37 est toujours à double voie mais les trains les plus rapides empruntent la LGV3 tandis que le trafic des marchandises a trouvé une alternative moins sinueuse. Les lignes 38A et 38 ont quant à elles disparu.

### Entre 1914 et 1940

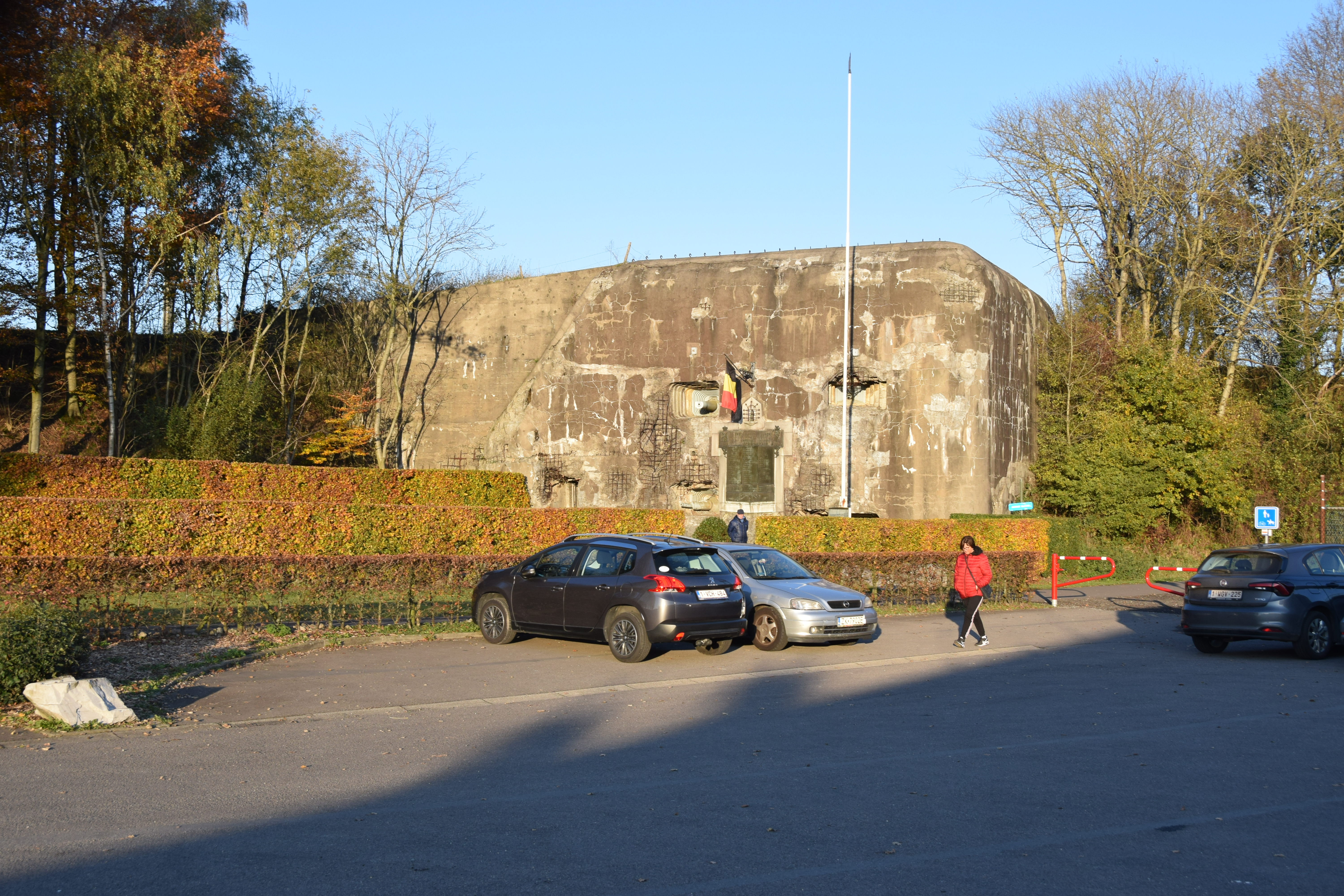
La ligne frôlait le fort de Battice.

En 1914, lorsque la Belgique reçut le funeste ultimatum du 2 août 1914, des militaires arrivèrent immédiatement à Hombourg pour faire sauter le tunnel de Laschet afin d’éviter que les Allemands utilisent la ligne pour envahir la Belgique. Le tunnel sauta dans la nuit du 3 au 4 août, avant même qu’un seul soldat allemand ait posé le pied en Belgique.
Le tunnel est inutilisable et les Allemands choisiront d'excaver la portion détruite et de raccourcir le tunnel[réf. nécessaire], il était déjà parcourable le 18 août 1914.
Entre 1914 et 1917, une nouvelle ligne (l'actuelle ligne 24) fut construite entre Tongres et la frontière allemande au tunnel de Botzelaer. Elle se raccorde à la ligne 38 près du portail, reconstruit, du tunnel de Hombourg.
En 1940, l’armée belge fit à nouveau sauter le tunnel de Laschet. Cette fois-ci, les dégâts furent jugés trop importants et l’occupant nazi réalisa une tranchée sur toute la longueur de l’ancien tunnel.

### L’après-Guerre

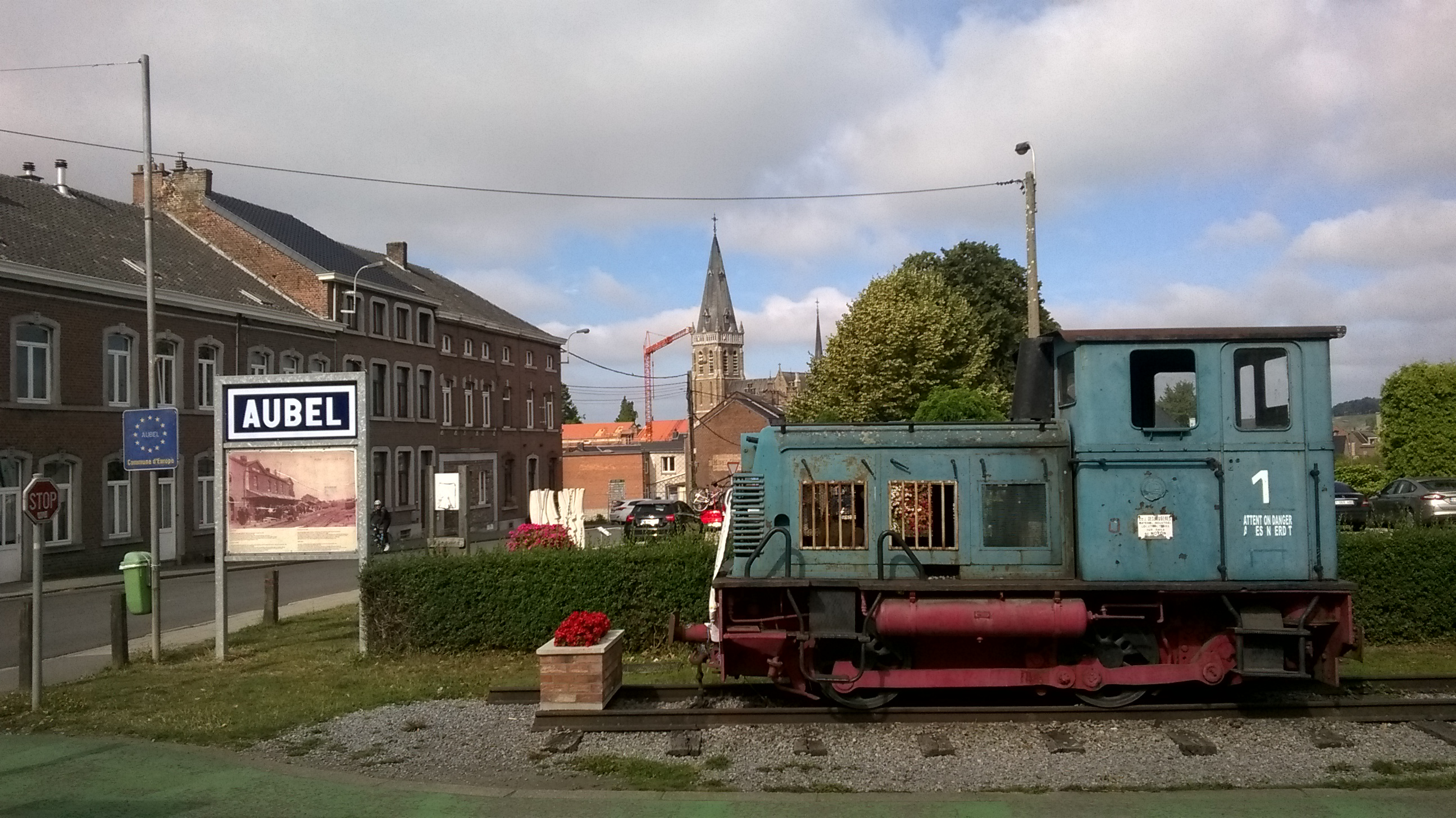
Locotracteur exposé sur le site de l'ancienne gare d'Aubel.

En 1952, la portion Hombourg - Plombières perd ses trains de voyageurs, qui circulent désormais uniquement entre Hombourg et la gare de Montzen. Cette ligne ne comprenait plus de desserte marchandises, elle sera fermée et démontée.
En 1955, plusieurs des gares de la ligne 38 (Melen, Thimister, Froithier et Hombourg) deviennent des arrêts facultatifs (PAF) et d’autres (nouveaux) arrêts facultatifs sont créés près de Liège (Thiers-de-Chênée, Rue Malvaux, Bruyères, Romsée et Hasard. La desserte fut assurée uniquement en autorail et était appelée "trains-tramways". Il fallait prévenir le chef-garde ou le conducteur du train pour un arrêt dans ces PAF. Cette expérience, unique en Belgique, ne parvint pas à convaincre de la nécessité de poursuivre le service des voyageurs sur cette ligne et il fut supprimé définitivement en 1957.
Les rails restent posés entre Chênée et Montzen mais la ligne reste utilisée pour les marchandises, uniquement entre Battice et Chênée à partir de 1962, pour la desserte de plusieurs clients. La SNCB met officiellement la ligne 38 hors-service en juin 1985 mais fait encore circuler quelques trains de kaolin jusqu'au 19 novembre 1985 pour l'entreprise Fiberglass de Battice avant de mettre en circulation cinq trains de service destinés au ramassage de tous les équipements récupérables (signalisation, appareils de voie, coupons de rail, butoirs, wagons présents sur la ligne...). Le 3 janvier 1986, marque la date de circulation de l'ultime train de ramassage remorqué par la 5542, décorée pour l'occasion. À noter que les derniers trains sont contraints d'effectuer le trajet montant poussés par leur locomotive en raison de l’impossibilité d'utiliser les voies de garage de Battice, déjà neutralisées. Moins d'un mois plus tard, le démontage du pont sur la Vesdre à Chênée a est déjà demandé par la SNCB. L'arrêté royal du 14 août 1989 autorise le démontage des voies entre Chênée et Montzen.
Après la fermeture de la ligne, une partie de l’emprise entre Chênée et Vaux-sous-Chèvremont fut réutilisée pour édifier le remblai et la traversée de la Vesdre de la LGV 3.

## Caractéristiques

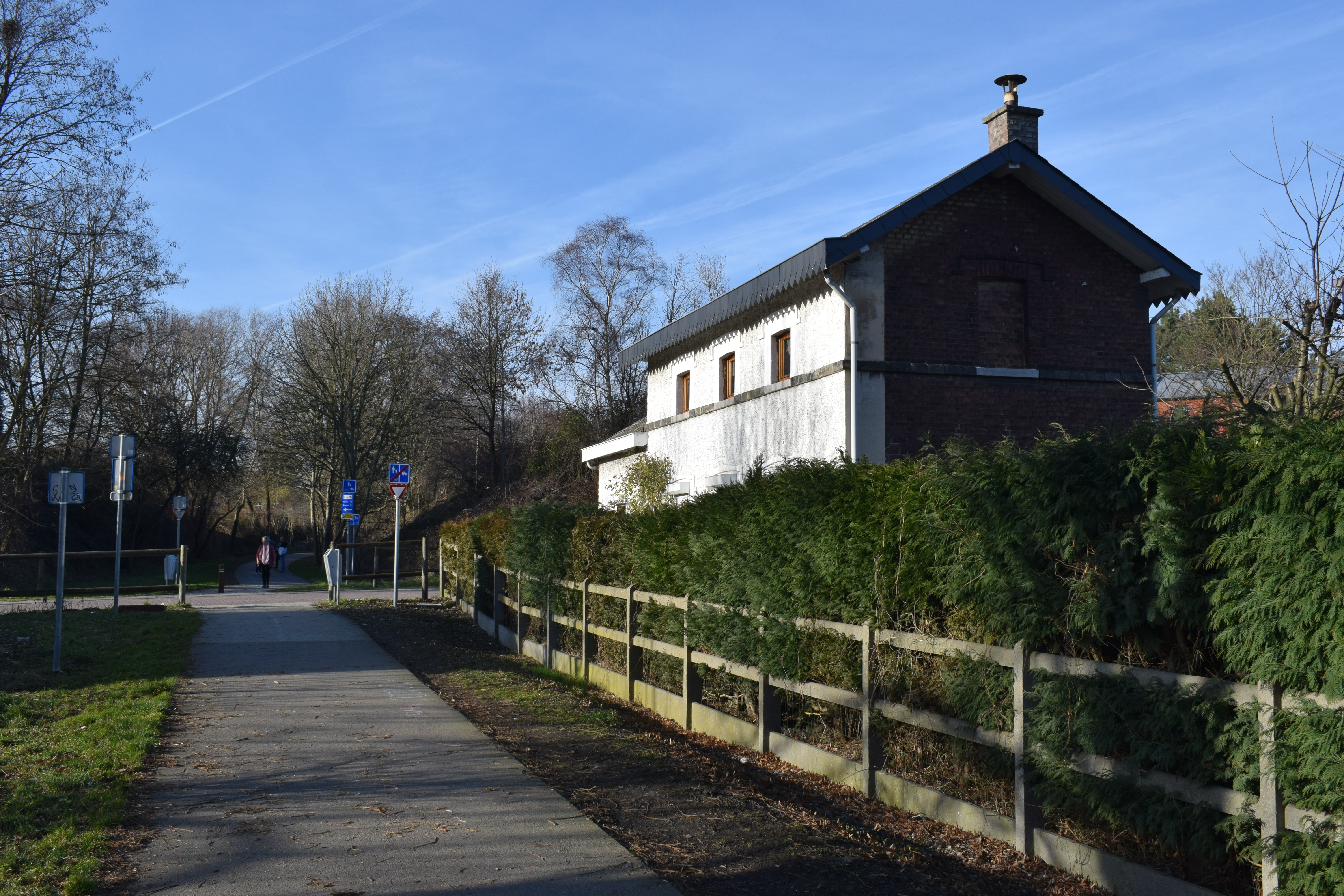
Maison de garde-barrière à Chênée Rue de Gaillarmont.

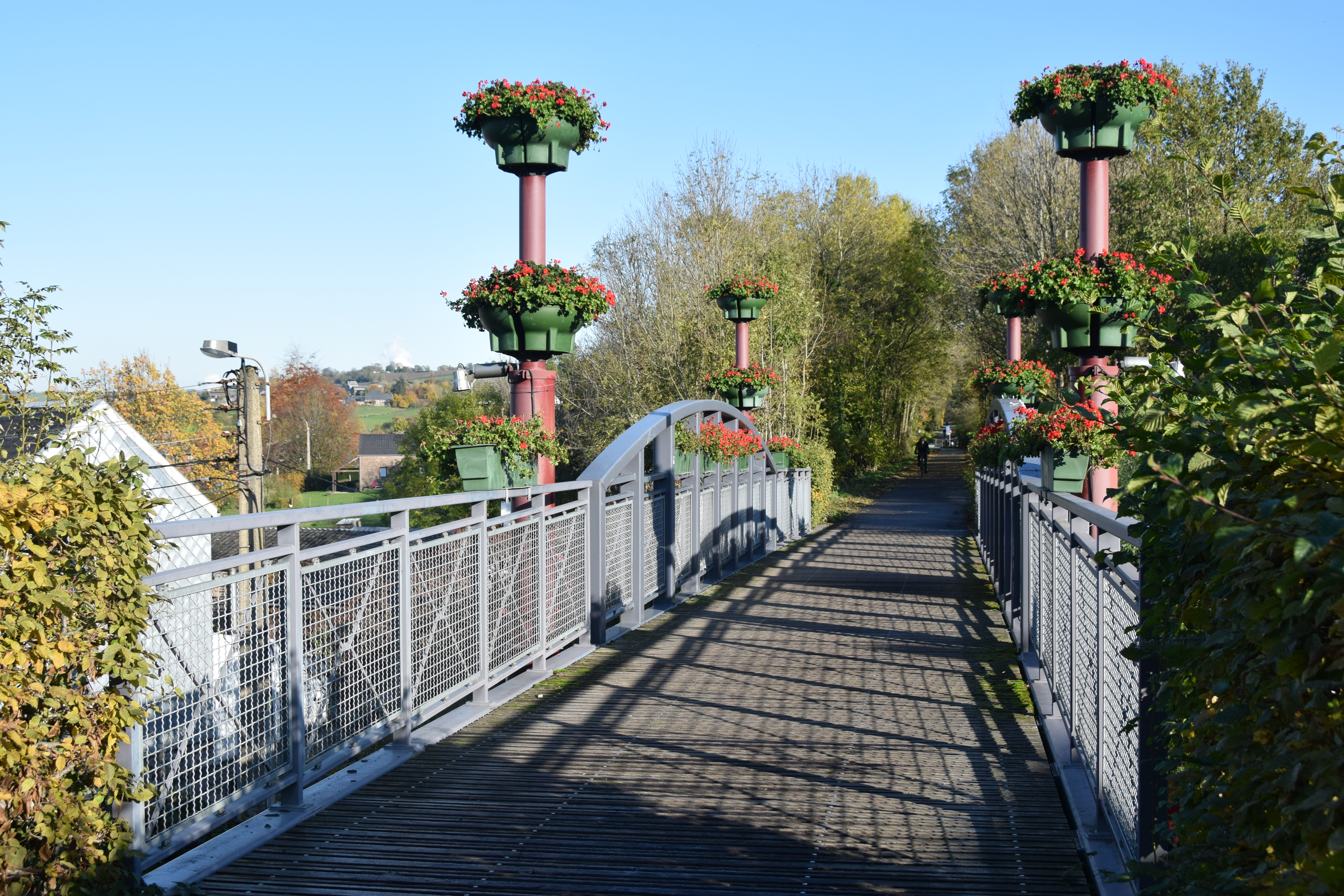
Pont reconstruit pour le RAVeL à Thimister.

### Tracé
La ligne 38, se caractérise par un profil difficile, dû à l'ascension du plateau.
Entre Chênée et Beyne-Heusay, la ligne passe de l'altitude de 70 à 235 m en effectuant plusieurs lacets sur neuf kilomètres (la distance à vol d'oiseau entre ces deux localités n'est que de trois kilomètres). Cette section comporte une rampe de 4 km à 21 ‰ entre Vaux-sous-Chèvremont et Bois-de-Breux et une autre rampe de même longueur avec une pente encore plus forte (24 ‰). Entre Beyne et Fléron, la ligne oscille entre 10 et 22 ‰ ; le profil étant plus doux mais toujours en montée jusque Soumagne avant de monter, par paliers, en rampe de 10 ‰, jusque Battice, qui est le faîte de la ligne (320 m).
Entre Battice et Plombières, la ligne affiche un profil en dent de scie avec d'autres rampes très difficiles et de nombreuses courbes :
- entre Battice et Froidthier, elle descend avec une pente fluctuant entre 11 et 23 ‰ ;
- elle remonte ensuite brutalement vers Aubel avec une rampe de 22 ‰, suivie, après une autre rampe identique entre Aubel et un sommet près de Hagelstein ;
- elle redescend vers Hombourg avec une pente de 24 ‰ sur 3 km ;
- peu après Hombourg, elle entame une dernière descente avec une pente oscillant entre 10 et 25 ‰ ;

Ces rampes, particulièrement dures (mis à part les anciens plans inclinés de Liège, seule la ligne Spa-Stavelot et la ligne 32 comportaient des rampes d'une telle ampleur), plaidèrent pour son abandon au profit de la ligne 24, qui possède des rampes très faibles. Hormis les trains de wagons vides, on ne pouvait faire circuler que des trains fort courts sur la ligne 38, parfois en double traction.

### Ouvrages d'art
La ligne 38 ne présente qu'un très faible nombre d'ouvrages d'art : le pont sur la Vesdre à Chênée et le tunnel de Laschet, transformé en tranchée lors de la Seconde Guerre mondiale.

## Après le ferroviaire le RAVeL
Depuis le démontage des voies, la plateforme ferroviaire a majoritairement conservée sa continuité et été réaménagée en ligne 38 (RAVeL), une voie verte d'environ 42 km, ouverte aux piétons, cyclistes et cavaliers.

### Webographie
- André Sintzoff et David De Neef, « Ligne 38 : Chênée - Plombières », sur belrail.be, 7 décembre 2003 (consulté le 20 novembre 2019).
- Pandora, « 38 Chênée-Battice-Plombières 38 », sur users.pandora.be, 2 mai 2004 (version du 16 mai 2008 sur Internet Archive).
- Albert Stassen, « Patrimoine de Hombourg : 9 Le chemin de fer », Extraits relatif à Hombourg uniquement, de Les nœuds ferroviaires des trois frontières : un réseau ferroviaire des plus dense [html], sur Hombourg, Office du Tourime de la commune de Plombières (OTCP), 11 juillet 2007 (consulté le 20 novembre 2019), p. 1-8.